# Mantis Bug Tracker
Mantis Bug Tracker (MantisBT) — це безкоштовна система відстеження помилок з відкритим вихідним кодом. Розповсюджується за ліцензією GNU General Public License 2. Система використовується для загальних потреб відстеження запитів (англ. issue management system), управління проєктами, та, найчастіше, для відстеження помилок в програмному забезпеченні. Інтерфейс користувача — вебсайт.
Назва Mantis та логотип проєкту являють собою англомовний каламбур. Mantis (укр. богомол) відомий, зокрема, тим, що відстежує та їсть інших комах (англ. bug). А слово «bug» також загально відоме як помилка в програмному забезпеченні. Замість повної назви, часто використовують MantisBT чи просто Mantis.

## Історія
Кензабуро Іто почав розробку проєкту Mantis в 2000 році. В 2002 році Віктор Боктор став основним розробником проєкту.

### Історія версій
| Дата  | Номер версії |
| ----- | ------------ |
| 2006] | 1.1.0        |
| 2007] | 1.1.0        |
| 2010] | 1.2.0        |

В листопаді 2008 року, після довгої дискусії, проєкт змінив систему контролю версій з Subversion на Git. В липні 2012, офіційний репозиторій коду був розміщений на сервісі GitHub.

## Можливості

### Додатки
Підтримка додатків (плаґінів) була представлена в версії 1.2.0. Запропоноване рішення дозволяє розширювати Mantis як офіційними, так і сторонніми додатками. На листопад 2013, на офіційній сторінці Mantis на GitHub доступно більше 50-ти додатків.
Можливість розширювати систему існувала і до версії 1.2.0, вона була розроблена разом з багатьма додатками. Це рішення не підтримувалось офіційно і, починаючи з версії 1.2.0, є несумісним з Mantis.

### Сповіщення
Mantis підтримує сповіщення про зміни в системі електронною поштою. Користувачі можуть вказати тип листів, які вони хочуть отримувати від системи та налаштувати фільтри. Наприклад, можна налаштувати систему на сповіщення тільки про зміни в важливих та критичних запитах. Також користувачі можуть просто підписатися на зміни будь-якого запиту.
Також, система підтримує RSS та інтегрується в Твіттер за допомогою додатку. Система додатків дозволяє розширювати систему сповіщення на розсуд розробника (наприклад, відправлення SMS чи комунікація з іншим ПЗ).

### Інтеграція зсистемами контролю версій
До версії 1.2.0 Mantis міг обмежено інтегруватися з CVS. Після появи можливості розширювати Mantis, інтеграція з системи контролю версій була перероблена в складі додатку SourceIntegration plugin.
Перша версія цього додатку підтримувала GitHub, GitWeb, SourceForge and WebSVN. З часом були додані два додаткових модулі та станом на листопад 2013 року, Mantis може бути інтегрований з наступними системами:
- cgit, вебінтерфейс для git-репозиторіїв, реалізований мовою С;
- Gitweb, відкритий вебінтерфейс для git-репозиторіїв;
- GitHub, відкритий хостинг git-репозиторіїв;
- HgWeb, вебінтерфейс для Mercurial-репозиторіїв;
- SourceForge, відкритий хостинг для SVN-репозиторіїв;
- WebSVN, відкритий вебінтерфейс для Subversion-репозиторіїв;
- RhodeCode, відкритий вебінтерфейс для репозиторіїв Mercurial та Git.[10]

Системи контролю версій дозволяють розробнику налаштувати їх таким чином, щоб вони повідомляли Mantis про зміни в репозиторії проєкту. GitHub також надає можливість повідомляти Mantis про зміни.
Інтеграція з системами контролю версій може зберегти час розробника. Наприклад, додаток SourceIntegration дає можливість автоматично переводити запити в стан «виправлено», якщо в описі останніх змін в репозиторії він зустрів схожий текст: «Fixed #12345».

### Другорядні можливості
На додаток до вже перелічених можливостей, Mantis так підтримує:
- Повнотекстовий пошук;
- Протокол (лоґ) змін, зроблених в запиті;
- Контроль версій запитів;
- Дорожні карти;
- Підсумок змін (changelog);
- Візуалізація зв'язків між запитами;
- Інтеграція з Wiki-системами (DokuWiki, MediaWiki, TWiki, WikkaWiki, XWiki).

## Дизайн

### Мови розробки
Mantis написаний мовою PHP та використовує SQL для доступу до бази даних. Вебінтерфейс системи дуже простий та реалізований за допомогою «чистих» HTML та CSS.
Інструменти розробників та білд-скрипти реалізовані на Python, скриптами терміналу (shell scripts) та PHP. Оскільки, проєкт почався тоді, коли PHP не мав повноцінної підтримки ООП, Mantis багато використовує принципи процедурного програмування.

### База даних
Інформація зберігається в реляційний СКБД. Mantis підтримує MySQL, в той час, як підтримка інших баз даних вважається проблемною. Розробники планують вирішити цю проблему в версії 2.0.

## Вимоги
Система потребує налаштований вебсервер, інтерпретатор мови PHP, бібліотеку ADOdb та реляційну базу даних.
Стабільні версії системи потребують PHP 5.1.0 чи більше. Для розроблюваних версій, мінімальна версія PHP — 5.3.2.